# Культурный ландшафт

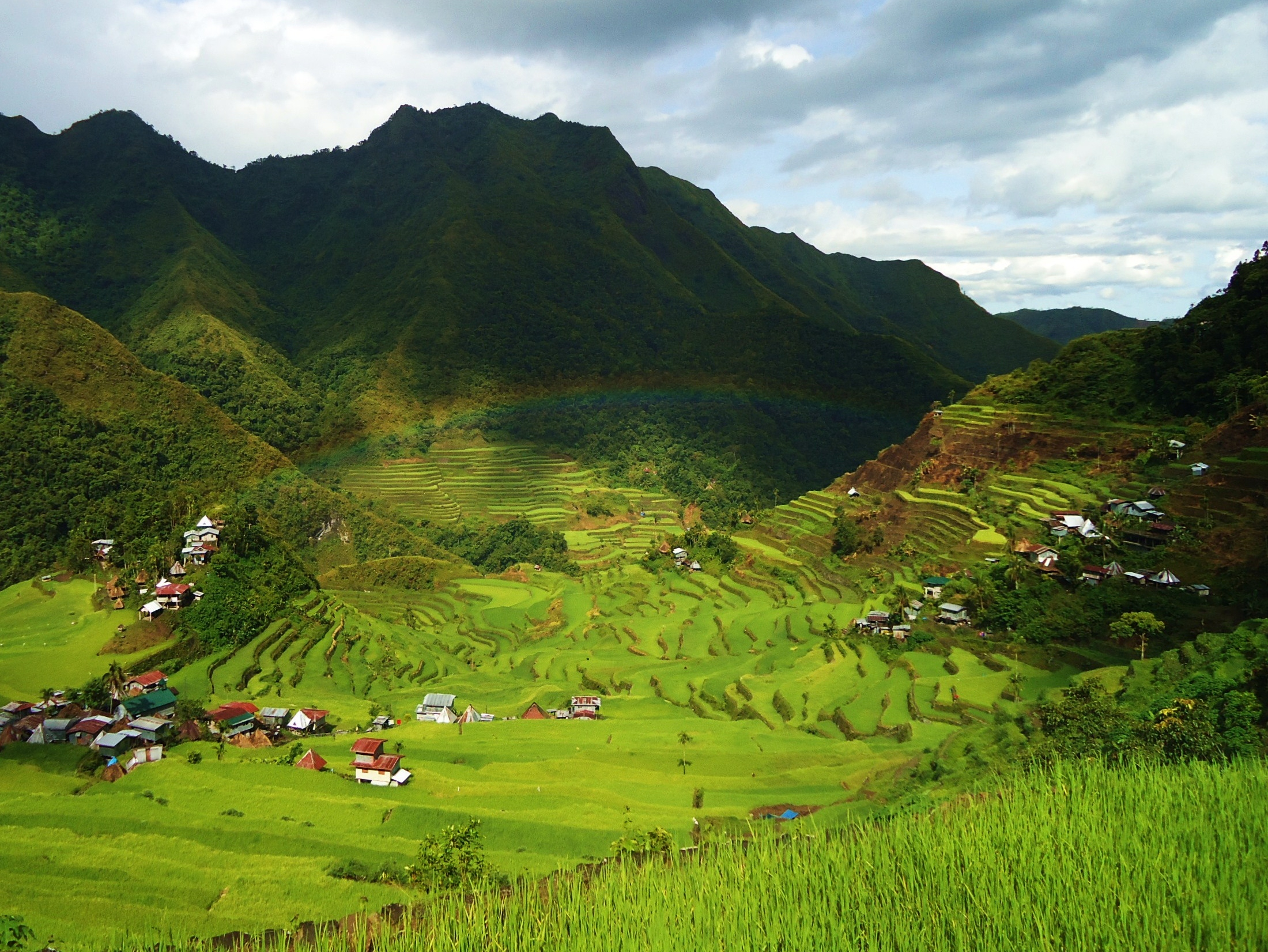
Рисовые террасы в Филиппинских Кордильерах. В 1995 г. включены в список Всемирного наследия ЮНЕСКО

Культу́рный ландша́фт — земное пространство, включающее все присущие ему природные и антропогенные компоненты. Культурный ландшафт формируется в результате сознательной, целенаправленной деятельности человека для удовлетворения тех или иных практических потребностей.
Категория используется для характеризации географических зон, признанных в качестве всемирного наследия человечества.

## Происхождение и эволюция понятия
Автором термина «культурный ландшафт» является немецкий географ Отто Шлютер, который понимал его как материальное единство природных и культурных объектов, доступных восприятию человека. Ключевую роль в генезисе культурного ландшафта Шлютер отводил человеку.

Существенный вклад в развитие концепции культурного ландшафта внёс американский физический географ Карл Зауэр, который в книге «Морфология ландшафта» The Morphology of Landscape определяет культурный ландшафт, как пространственное отражение накопленной эволюции культур в определённой местности, своеобразную проекцию культур на природный ландшафт. 
«Культура — агент (действующее начало), природный ареал — посредник, культурный ландшафт — результат»
В центре внимания по Зауэру, должны находиться «слепки» образов жизни, оставленные человеком в ландшафте. При этом культура трактуется как целостность человеческого опыта. Культура — основная сила, формирующая рукотворный облик земной поверхности. По мнению российского географа В. Л. Каганского в работах Зауэра чрезвычайно важным было то, что на сходной природной основе разные этнические группы ведут себя совершенно по-разному, применяют разные технологии воздействия на среду, избирают разные угодья, что ведёт к формированию разных культурных ландшафтов на единой природной основе.
Что касается русской научной школы, то основополагающие идеи, приведшие впоследствии к формированию отечественной концепции культурного ландшафта, были высказаны ещё Александром фон Гумбольдтом. В дальнейшем теоретическая основа её была сформулирована в трудах известных отечественных ученых: В. В. Докучаева, Л. С. Берга, А. И. Воейкова, С. С. Неуструева, В. П. Семенова-Тян-Шанского, В. И. Вернадского, Б. Б. Родомана.

## Основные подходы к изучению (российская школа)
Характер взаимодействия и взаимовлияния культуры и природы — ключевой момент в определении сущности культурного ландшафта. В современных исследованиях культурного ландшафта этот вопрос решается по-разному. Г. А. Исаченко выделяет три основных подхода: информационно-аксиологический, этнокультурный, феноменологический.

### Информационно-аксиологический подход
В отечественной науке информационно-аксиологический подход развивается учёными Института наследия Ю. А. Ведениным, М. Е. Кулешовой. Этот подход предполагает понимание культурного ландшафта как ландшафта, в формировании которого значительную роль играют передаваемые в виде информации от поколения к поколению духовные и интеллектуальные ценности, которые в свою очередь испытывают на себе влияние материальных компонентов ландшафта.
В основе разработки концепции «культурного ландшафта» представителями информационно-аксиологического подхода лежит «Конвенция об охране всемирного культурного и природного наследия» и «Руководящие указания ЮНЕСКО по применению Конвенции о Всемирном наследии» (1992 год), согласно которым культурный ландшафт является объектом историко-культурного наследия.

### Этнокультурный подход
В рамках данного подхода культурный ландшафт является объектом изучения этнокультурного ландшафтоведения, научного направления, возникшего на стыке ландшафтоведения и этнологии, топонимики, а также других естественных и гуманитарных наук, тесно связанного с антропогеографией.
Основываясь на работах В. П. Семенова-Тян-Шанского, Л. С. Берга и др., этнолого-географический подход формирует представление о ландшафте как о сложном природно-культурном комплексе, базовыми понятиями которого служат «природный ландшафт» и «этнос (сообщество)».

### Феноменологический подход
По мнению основоположника этого подхода, Владимира Каганского, «культурный ландшафт — это земное пространство, жизненная среда достаточно большой (самосохраняющейся) группы людей, если это пространство одновременно цельно и дифференцировано, освоено утилитарно, семантически и символически». Таким образом, культурный ландшафт предстает в качестве текста, структурно-семантического образования, наполненного знаками и знаковыми системами. Представителями данного подхода также выступают О. А. Лавренова и В. В. Абашев.

## Влияние идеи
Подходы Шлютера и Зауэра к понятию «культурный ландшафт» определяли развитие этого направления в географии западных академических кругов на протяжении всего XX века. Но они не потеряли своей актуальности и сегодня. Например, Каганский В. Л. увязывает возникновение новых культурных ландшафтов с все возрастающей активностью меньшинств. Он полагает, что за подходом [Зауэра] потенциально немалое будущее — коль скоро будущее за меньшинствами, если идентификация последних идет по этническому типу; вопрос только в том, будут ли программисты, дизайнеры, ретейлеры образовывать эндогамные сообщества (атрибут этнических групп), селиться компактно и формировать собственные хотя бы микроландшафты.
Существует также версия о том, что в будущем культурные ландшафты должны покрыть Землю целиком, разрываемые лишь сетью заповедных территорий, выступающих в качестве экологического каркаса. И в данном случае концепция культурного ландшафта близка идее ноосферы — сферы разума, которая, по мнению В. И. Вернадского должна заменить биосферу, являясь естественным этапом её развития.
В 1992 году Соглашение о Всемирном наследии принятое ЮНЕСКО, стало первым международным правовым инструментом, регулирующим защиту культурных ландшафтов.

## Критика
Одним из первых критиков морфологической концепции Зауэра о культурном ландшафте был американский географ, основоположник поведенческой географии Ричард Хартсхорн, который вообще исключил понятие ландшафта, обосновывая это необходимостью ухода от путаницы в понятиях в науке. Определение К. Зауэром ландшафта как суммы природных и культурных составляющих, по мнению Хартсхорна, не даёт целостного представления.
Как отмечал Дж. Голд, главный недостаток школы культурного ландшафта К. Зауэра заключается в недостаточно полном рассмотрении отношений человека к тем или иным ландшафтами символических значений, которыми наделяют ландшафт.

### Роль в массовой культуре
По мнению современного российского географа В. Л. Каганского, культурный ландшафт в российской массовой культуре совершенно бессвязен и фрагментарен, представлен отдельными разрозненными, бессвязными местами; большая часть поверхности суши буквально является ничем и культурно-семиотически не существует. Он полагает, что места заданы сугубо внешним образом (например, как точки обнаружения старых прялок, местожительство культурных героев, место действия художественных произведений и мифов). 
Ландшафт (культурный ландшафт) в массовой культуре — это совокупность точек с небольшими и неясно очерченными окрестностями, притом это представление центрировано по месту постоянного или рекреационного пребывания.
Каганский с одной стороны замечает, что представление о культурном ландшафте в массовой культуре часто поверхностно сакрализовано, то есть во время массовых экскурсий склонны воспринимать окружающую обстановку как нечто действительно «прекрасное». В качестве примеров он приводит сакрализацию «авторского» ландшафта, например, ландшафт Толстого, Достоевского, Чехова, Шишкина. С другой стороны, по мнению Каганского, массовой культурой игнорируются такие обобщенные изображения культурного ландшафта, как, например, в «Котловане» А.Платонова или «Сталкере» А.Тарковского, хотя именно они глубоко и адекватно представляют отечественный ландшафт.